# برايان أوكامبو
برايان أوكامبو (بالإسبانية: Brian Ocampo)‏ هو لاعب كرة قدم أوروغواياني في مركز مهاجم ‏، ولد في 25 يونيو 1999 في فلوريدا، أوروغواي ‏ في الأوروغواي. لعب مع ناسيونال مونتيفيديو.

## وصلات خارجية
- برايان أوكامبو على موقع قاعدة بيانات كرة القدم.إي يو (الإنجليزية)
- برايان أوكامبو على موقع ناشيونال فوتبول تيمز (الإنجليزية)
- برايان أوكامبو على موقع Soccerway.com (الإنجليزية)